# Thècle du chêne
Neozephyrus quercus
Espèce
La Thècle du chêne, Neozephyrus quercus (ou Favonius quercus), est une espèce de lépidoptères de la famille des Lycaenidae et de la sous-famille des Theclinae.

## Historique et dénomination
Neozephyrus quercus a été décrite par le naturaliste suédois Carl von Linné en 1758, sous le nom initial de Papilio quercus.

### Synonymes[2],[3]
- Papilio quercus Linnaeus, 1758
- Thecla quercus (Linnaeus, 1758)
- Quercusia quercus (Linnaeus, 1758)
- Favonius quercus (Linnaeus, 1758)

### Noms vernaculaires
- en français : la Thècle (ou Thécla) du chêne
- en anglais : Purple Hairstreak
- en allemand : Blauer Eichenzipfelfalter
- en espagnol : Nazarena

### Sous-espèces
- Neozephyrus quercus iberica (Staudinger, 1901) – présent au Maroc, en Algérie et en Espagne.
- Neozephyrus quercus interjectus (Verity, 1919)
- Neozephyrus quercus longicaudatus (Riley, 1921) – en Turquie, Azerbaïdjan et dans l'ouest de l'Iran[2].

## Description
C'est un petit papillon qui se pose ailes fermées, c'est donc son verso de couleur grise, qu'il nous montre, avec aux postérieures une queue et à ce niveau un ocelle orange centré de noir. Neozephyrus quercus iberica est d'un gris argenté très clair avec une ligne blanche bordée de noir et des traces d'orange à l'angle inférieur des ailes postérieures.
Le dessus des ailes est noir de suie, avec un reflet violacé ou pourpré. Ce reflet est largement étendu chez le mâle, plus restreint chez la femelle.

### Chenille
La chenille, petite et trapue, est rousse avec une bande dorsale brun grisé d'où partent des stries. Les flancs sont marqués d'une ligne blanche.

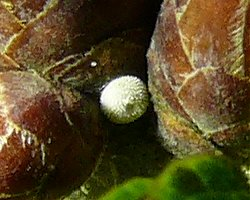
Œuf
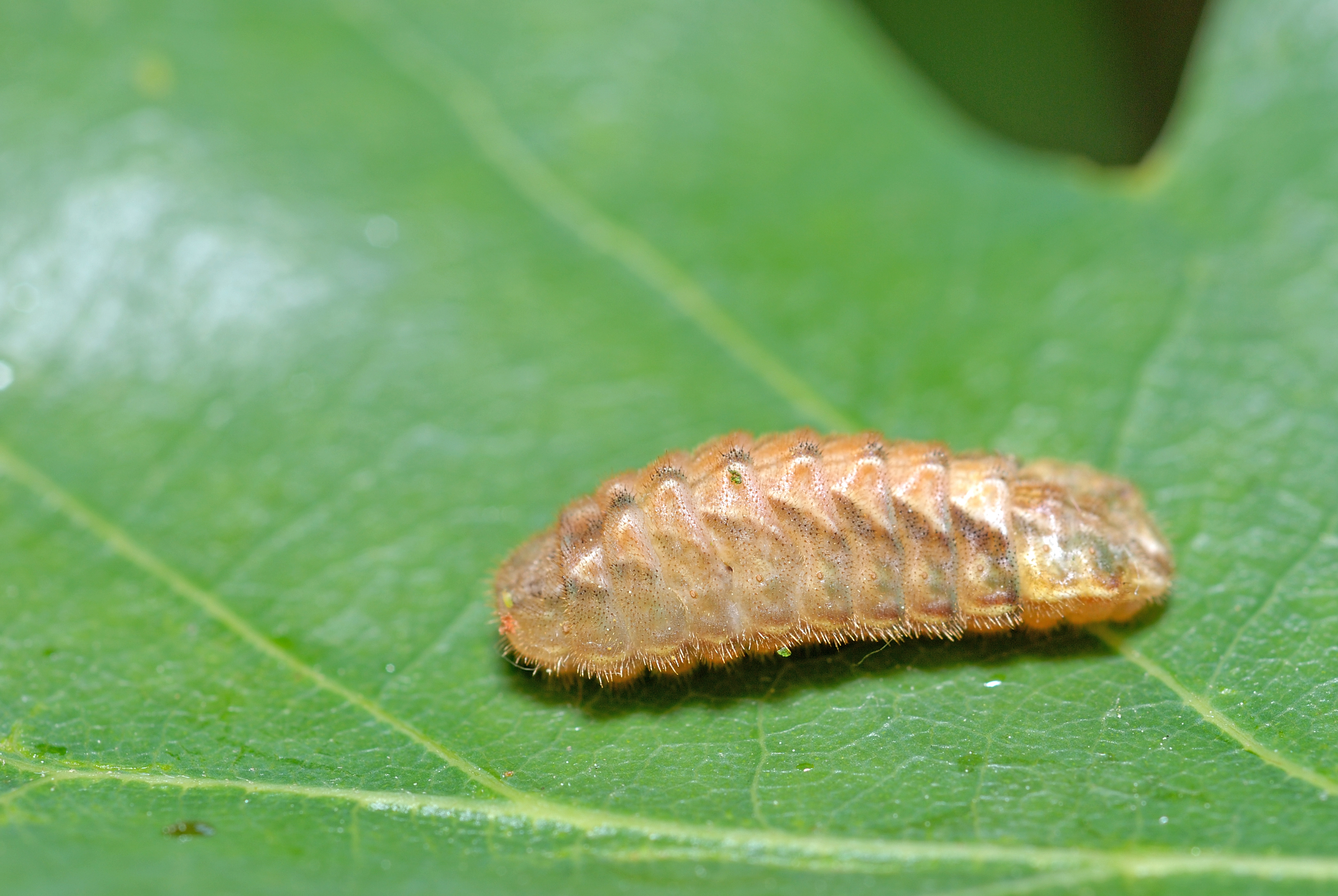
Chenille
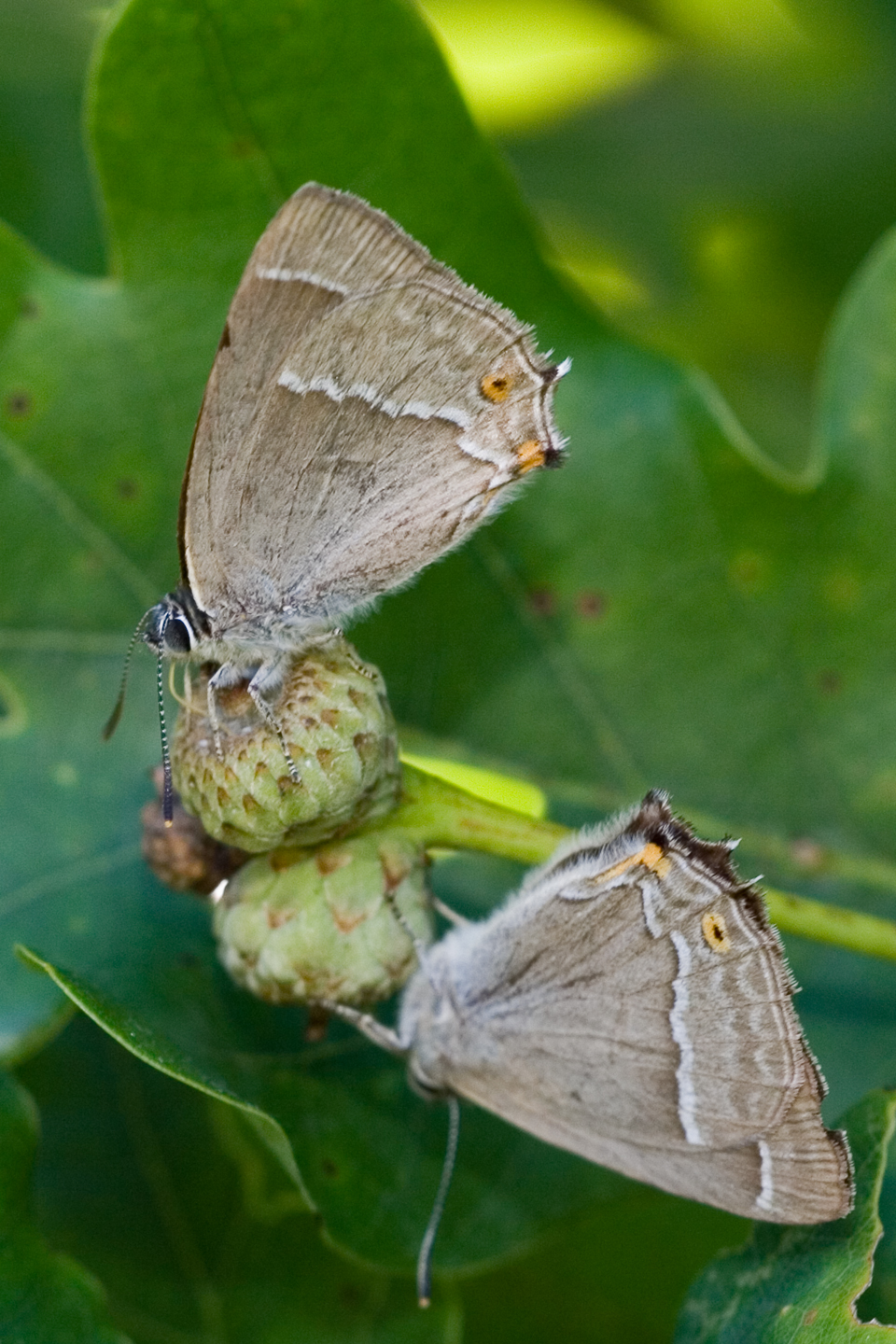
Papillon

## Biologie
Il est très discret. Les adultes restent sur les chênes et se nourriraient du miellat des pucerons sur les feuilles des arbres.

### Période de vol et hivernation
Il vole en une génération, de fin juin à début octobre.
Il hiverne à l'état d'œuf pondu à la base des bourgeons.

### Plantes hôtes
Ses plantes hôtes sont des chênes (Quercus), dont le Chêne vert (Quercus ilex), Quercus robur, Quercus petraea, Quercus cerris, Quercus pubescens ; et pour la sous-espèce ibericus : Quercus ilex et Quercus coccifera.

## Écologie et distribution
Son aire de répartition comprend l'Afrique du Nord, toute l'Europe (sans l'Écosse et le Nord de la Scandinavie mais avec la partie européenne de la Russie), la Turquie, l'Asie mineure, l'Azerbaïdjan, l'Arménie et l'Ouest de l'Iran.
Il est présent dans tous les départements de France métropolitaine.

### Biotope
C'est un lépidoptère des bois de chênes.

### Protection
Pas de statut de protection particulier.